# Carl Axel Arrhenius
Carl Axel Arrhenius, född 29 mars 1757 i Stockholm, död 20 november 1824, var en svensk militär och kemist, sonsons son till Jakob Arrhenius.
Arrhenius blev tidigt anställd vid artilleriet och deltog med utmärkelse i 1788 års fälttåg i Finland. År 1801 befordrades han till fälttygmästare och major vid Svea artilleriregemente. 1816 fick han som befattning att hålla uppsikt över kruttillverkningen och krutproberingen i riket, en befattning som han innehade till sin död. Sina kunskaper inom kemin inhämtade han på Kungliga Myntets laboratorium, under ledning av kemisten Petter Jakob Hjelm. Tillgången till Bergskollegiets mineraliesamling inspirerade honom till att studera mineralogi, som han ständigt sysselsatte sig med på lediga stunder. Under sina forskningar i denna vetenskap upptäckte han vid Ytterby gruva nära Vaxholm ett nytt mineral, ytterit, sedermera känt under namnet gadolinit - ett mineral, i vilket Johan Gadolin upptäckte ytterjorden och Carl Gustaf Mosander senare erbiumoxiden.
Arrhenius utsågs att åtfölja Anders Sparrman på en med allmänna medel bekostad resa till Senegal (1787-1788), men han vände snart tillbaka och vistades på återresan någon tid i Paris. Han kom där i kontakt med den tidens främsta kemister och vanns över till den reformrörelse inom kemin, som utgick från Antoine Laurent de Lavoisier (och som bland annat innebär att avfärda flogistonteorin) och som hemma i Carl Wilhelm Scheeles och Torbern Bergmans land betraktades såsom ett avlägset och sannolikt snart kuvat kätteri. Arrhenius blev efter sin återkomst en ivrig förkämpe för den nya kemin. Sedan han 1816 avgått från tygmästarebefattningen, arbetade han på Jacob Berzelius laboratorium och närvarade ständigt vid dennes föreläsningar, ända tills den sjukdom, som slutligen ledde till hans död, hindrade honom att lämna sitt hem.
Arrhenius hade ett stort intresse och fallenhet för vetenskaplig forskning. Han upphörde aldrig att beklaga, att han så tidigt rycktes bort från studierna och kastades in i det praktiska livets göromål. Han utsågs 1799 till ledamot av Krigsmannasällskapet (sedermera Krigsvetenskapsakademien) och invaldes 1817 i Vetenskapsakademien. Han dels författade, dels översatte flera avhandlingar om salpeter- och krutprobering, som finns införda i Vetenskapsakademiens och Krigsvetenskapsakademiens handlingar. Han författade även en mineralanalytisk avhandling, som finns införd i "Avhandlingar i fysik, kemi och mineralogi"